# Cheang Cheng Ieong
Paulo Cheang Cheng Ieong (chiń. trad. 鄭正揚; pinyin Zhèng Zhèngyáng; ur. 18 sierpnia 1984 w Makau) – piłkarz z Makau występujący na pozycji pomocnika. Zawodnik klubu CD Lam Pak. 

## Kariera klubowa
Karierę klubową Cheang rozpoczął w sezonie 2003-2004 w CD Heng Tai; klub ten zajął trzecie miejsce w najwyższej klasie rozgrywkowej Makau. Od następnego sezonu, Cheang reprezentował klub CD Monte Carlo, w którym grał do sezonu 2007–2008. W tym czasie, jego drużyna zajmowała odpowiednio: trzecie (sezon 2004–2005), drugie (sezon 2005–2006) i czwarte miejsce (sezon 2006–2007), natomiast w sezonie 2007–2008 CD Monte Carlo zdobyło tytuł mistrzowski. Po tym sukcesie, Cheang przeniósł się do klubu AD Ka I, z którym w sezonie 2008–2009 zdobył tytuł wicemistrzowski. Od sezonu 2009–2010, Cheang reprezentuje klub CD Lam Pak, który nie zdobył w tym czasie tytułu mistrzowskiego (odpowiednio:trzecie miejsce w sezonie 2009-2010, szóste w sezonie 2010-2011 oraz piąte w sezonie 2011-2012).

## Kariera reprezentacyjna
Cheang rozegrał 23 międzynarodowe spotkania. Do tej pory nie strzelił ani jednego gola.